# Dobrusch
Dobrusch (belarussisch Добруш) ist eine Stadt in der Homelskaja Woblasz, Belarus und administratives Zentrum des Rajon Dobrusch.
Dobrusch unterhielt von 1990 bis 2020 eine Städtepartnerschaft mit Ittigen (Schweiz).

## Geografie
Dobrusch liegt östlich von Homel und westlich vom russischen Nowosybkow.

## Geschichte

Caesium-137-Kontamination im Jahr 1996 in Belarus, Russland und der Ukraine in Kilobecquerel pro Quadratmeter

1986 war die Stadt durch den starken radioaktiven Fallout der Nuklearkatastrophe von Tschernobyl betroffen.

## Persönlichkeiten
- Arkadi Wolski (1932–2006), sowjetischer bzw. russischer Politiker
- Uladsislau Smjahlikau (* 1993), Boxer